# Мегу, Грег
Грегори «Грег» Мегу (англ. Gregory «Greg» Meghoo; род. 11 августа 1965, Ивертон, Сент-Кэтрин, Ямайка) — ямайский легкоатлет, спринтер. Серебряный призер летних Олимпийских игр.

## Биография
На летних Олимпийских играх 1984 года в Лос-Анджелесе (США) завоевал серебряную олимпийскую медаль в эстафете 4×100 метров вместе с Рэем Стюартом, Альбертом Лоуренсом, Норманом Эдвардсом и Доном Куорри.
На летних Олимпийских играх 1988 года в Сеуле (Южная Корея) занял четвертое место в эстафете 4×100 метров.